# Ковальський Михайло Павлович
Михайло Павлович Ковальський (18.06.1947 Біла Церква — 03.12.2012 Київ) — український науковець, морфолог людини, топографоанатом, фахівець з експериментальної хірургії. Доктор медичних наук (1992), професор (1994). Завідувач кафедри оперативної хірургії та топографічної анатомії Національного медичного університету імені О. О. Богомольця (1992 −2012). Член Вченої медичної ради МОЗ України. Віце-президент Наукового товариства анатомів, гістологів, ембріологів та топографоанатомів України (НТ АГЕТ).

## Наукова діяльність
Автор 350 наукових праць в галузях оперативної хірургії та топографічної анатомії, анатомії людини, клінічної та експериментальної хірургії. Основні напрямки досліджень — моделювання портальної гіпертензії та її корекції, експериментальна хірургія серця та магістральних судин, хірургія кишки, дослідження властивостей шовних матеріалів. Докторська дисертація — «Морфологічна оцінка змін печінки та підшлункової залози в умовах портальної гіпертензії та її хірургічної корекції в експерименті» (1992).

## Наукова школа
Учні професора М. П. Ковальського: 
- Пойда Олексій Іванович — доктор медичних наук, професор, завідувач кафедри хірургії № 1 Національного медичного університету імені О. О. Богомольця.
- Радомський Олександр Анатолійович — доктор медичних наук, професор кафедри ортопедії № 2 Національної медичної академії післядипломної освіти імені П. Л. Шупика.
- Єршов Віктор Юрійович — лікар-хірург, кандидат медичних наук.
- Прокопець Костянтин Олександрович — кандидат медичних наук, доцент кафедри фундаментальної медицини ННЦ «Інститут біології та медицини» Київського університету імені Тараса Шевченка.
- Примаченко Валентина Іванівна — кандидат медичних наук, доцент кафедри нормальної анатомії Національного медичного університету імені О. О. Богомольця.

## Цікаві факти
Батько — відомий науковець, нейроморфолог, професор Ковальський Павло Олексійович, завідувач кафедри анатомії, гістології та ембріології Білоцерківського сільськогосподарського інституту (нині — Білоцерківський національний аграрний університет).
Старший брат — Олександр Павлович Ковальський — академік Академії архітектури України.